# Pietro Giannone

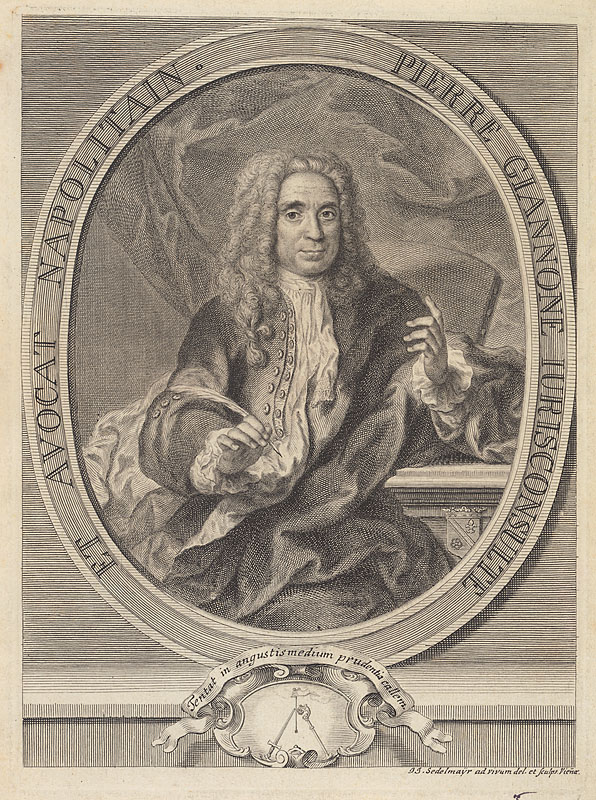
Pietro Giannone, Stich von Jeremias Jakob Sedelmayr

Pietro Giannone (* 7. Mai 1676 in Ischitella, Provinz Foggia; † 17. März 1748 in Turin) war ein  italienischer Jurist, Historiker und Schriftsteller.

## Leben
Giannone erhielt in Neapel im Haus des Rechtsgelehrten Gaetano Argento seine Bildung und fasste hier den Plan zu seiner berühmten Storia civile del regno di Napoli (Neapel 1723, vier Bände, und 1770, sieben Bände; neue Ausgabe Mailand 1823 f., 14 Bände), an der er 20 Jahre arbeitete.

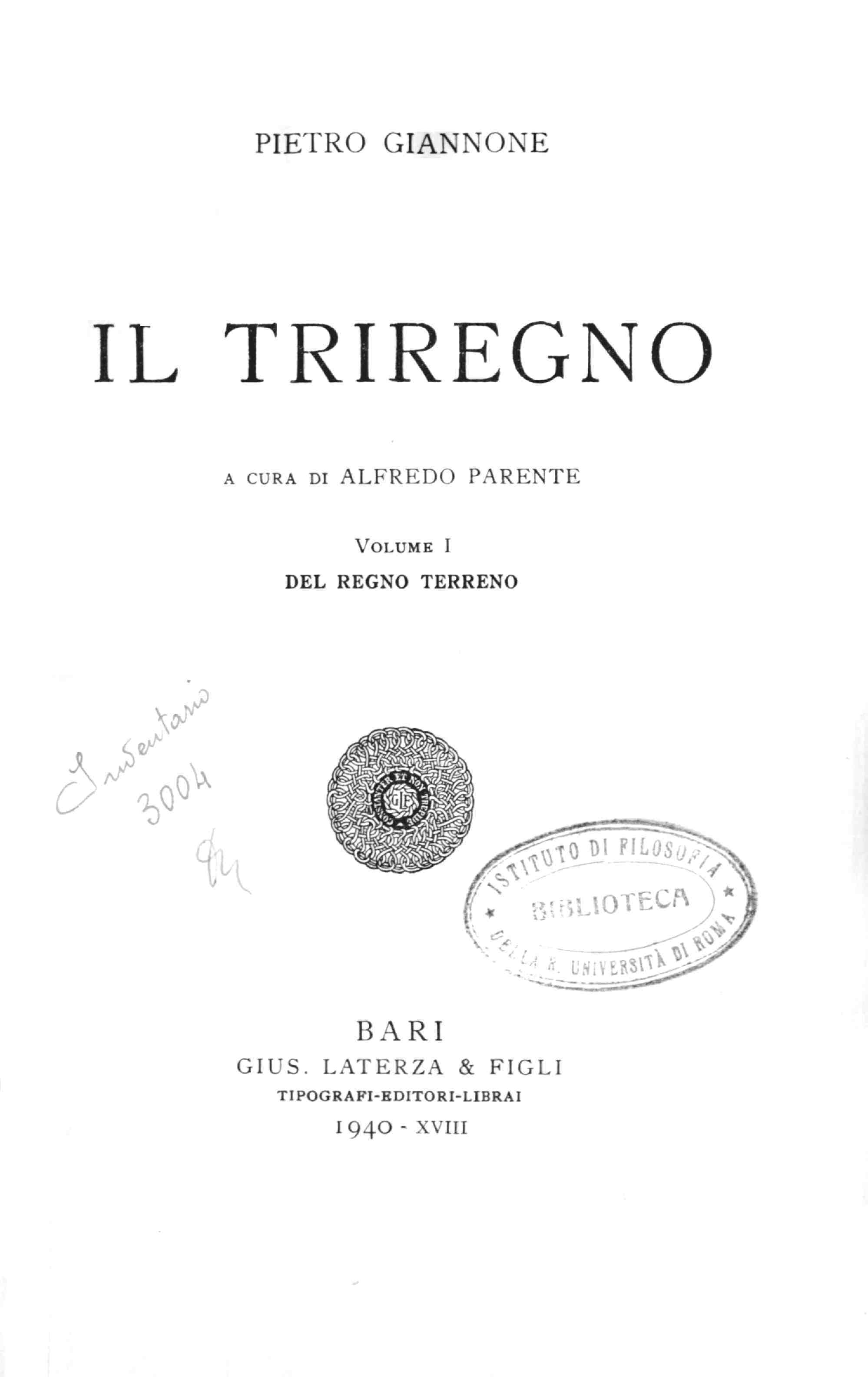
Il Triregno. Del regno terreno, Laterza, 1940

Die Schärfe, mit der er in diesem Werk das Streben des römischen Hofs und das Treiben der Geistlichkeit überhaupt beleuchtete, zog ihm Verfolgungen von Seiten des Klerus zu. Vom Erzbischof exkommuniziert, sah er sich 1723 genötigt, Neapel zu verlassen und in Wien eine Zufluchtsstätte zu suchen, wo er von Kaiser Karl VI. eine Pension erhielt.
1734 verlor er seine Pension und musste auch Wien verlassen. Er begab sich nach Venedig; bald aber fasste auch die dortige Regierung Verdacht gegen seine politischen Ansichten, den selbst sein zu Gunsten der Seeherrschaft Venedigs über das Adriatische Meer herausgegebener Lettera intorno al dominio del mare Adriatico etc. nicht zu zerstreuen vermochte.
In der Nacht des 23. September 1735 wurde er von Sbirren über die Grenze gebracht, nahm nun den Namen Antonio Rinaldo an und begab sich nach Genf, wo er ausgezeichnete Ausnahme fand und seine Schrift Il triregno, ossia del regno del cielo, della terra e del papa vollendete.
Er wurde von einem falschen Freund in ein savoyisches Dorf gelockt und dort am Ostersonntag 1. April 1736 verhaftet. Er zunächst auf Schloss Miolan inhaftiert, dann bis 1744 in der Festung von Ceva (Forte di Ceva) und dann bis zu seinem Tod am 7. März 1748 im Bergfried der Zitadelle von Turin.

## Schriften (Auswahl)
Nach seinem Tod erschienen von ihm:
- Opere postume (Lausanne 1760), aus denen die schärfsten Stellen gegen die römische Geistlichkeit schon vorher als
- Anecdotes ecclésiastiques (Haag 1738) erschienen waren, und
- Opere inedite (hrsg. von Mancini, Tur. 1859, 2 Bde.), enthaltend: Discorsi storici e politici sopra gli Annali di Tito Livio und La chiesa sotto il pontificato di Gregorio il grande